# Prinsengracht

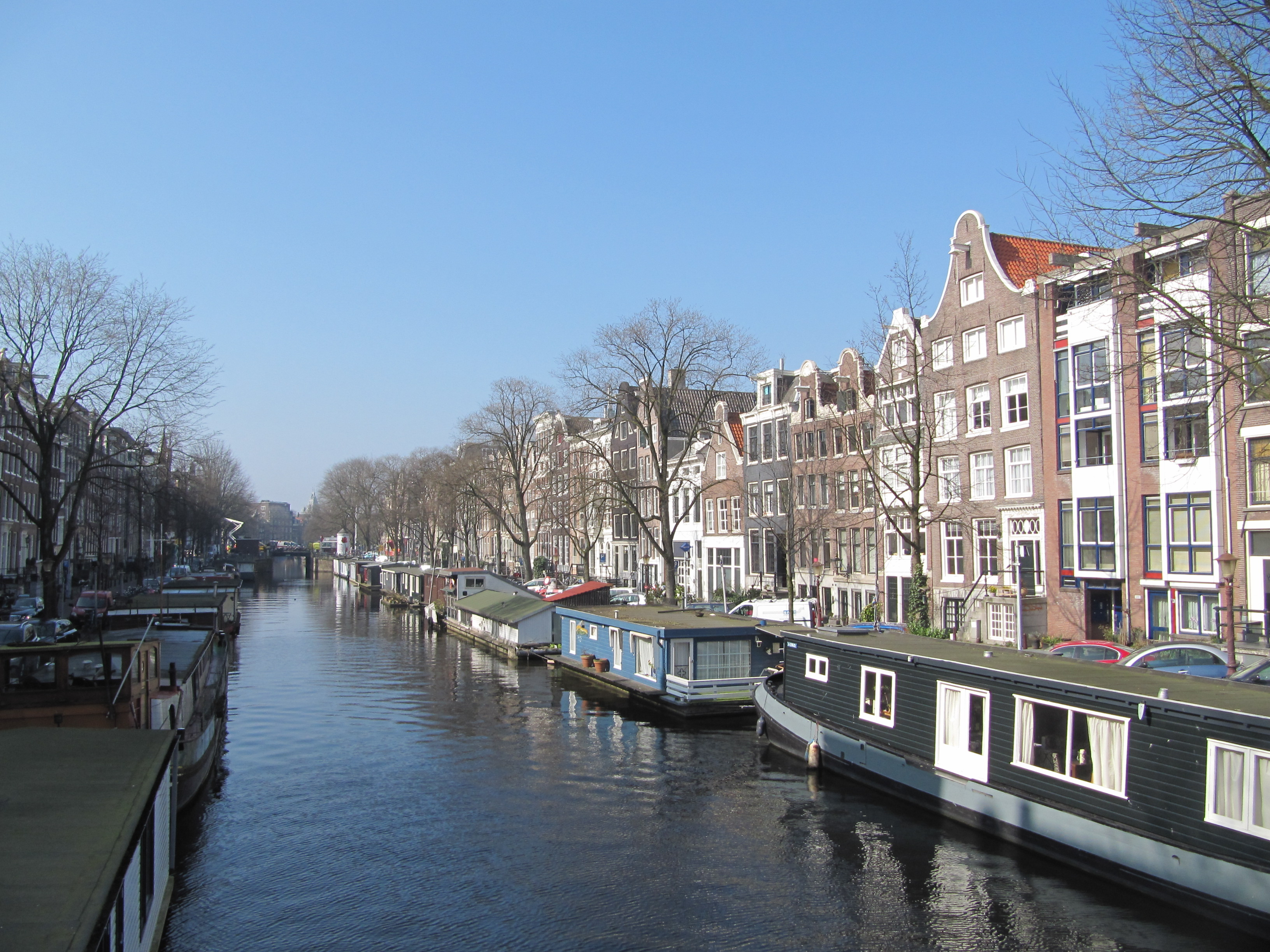
Veduta del Prinsengracht

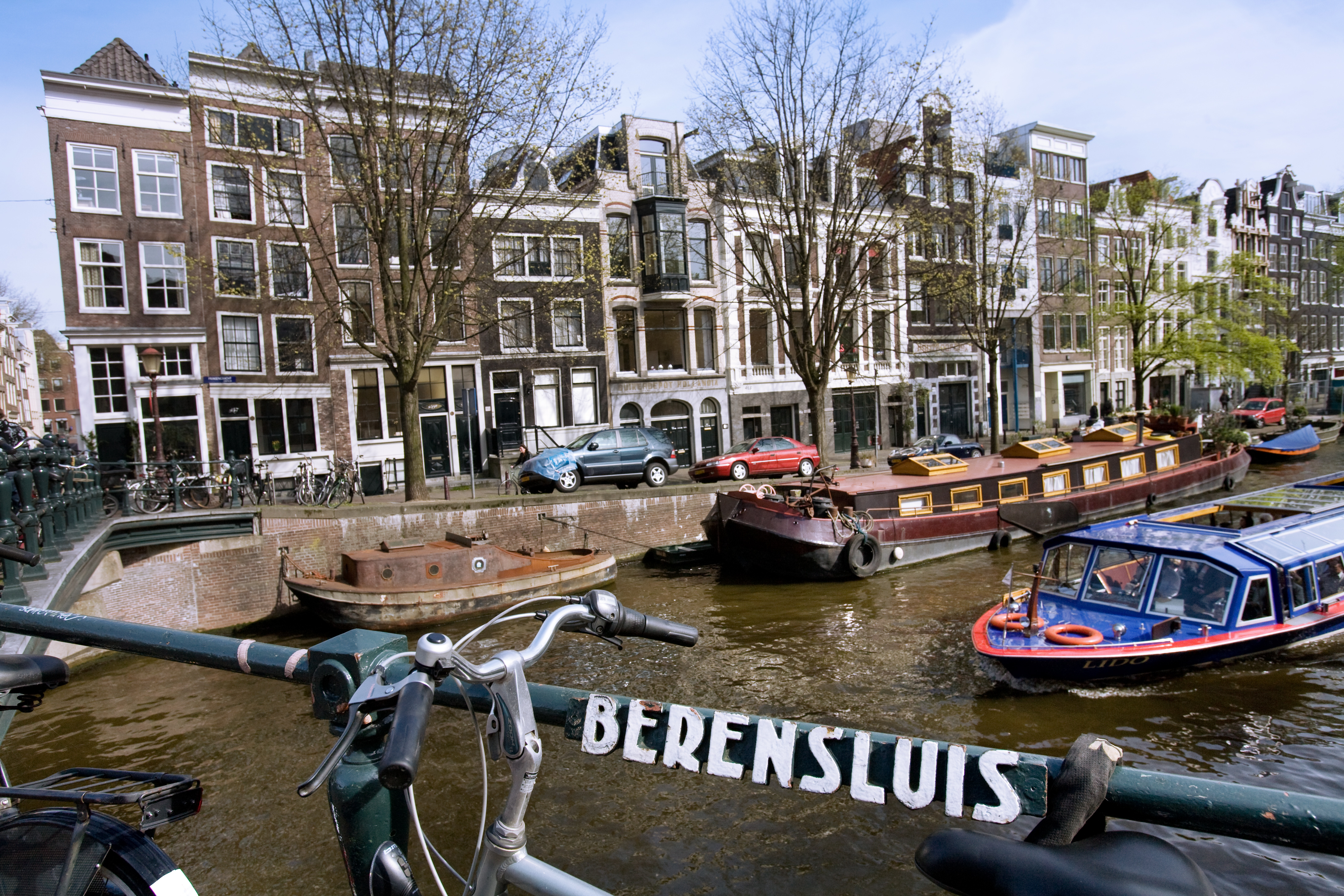
Veduta da un ponte sul Prinsengracht

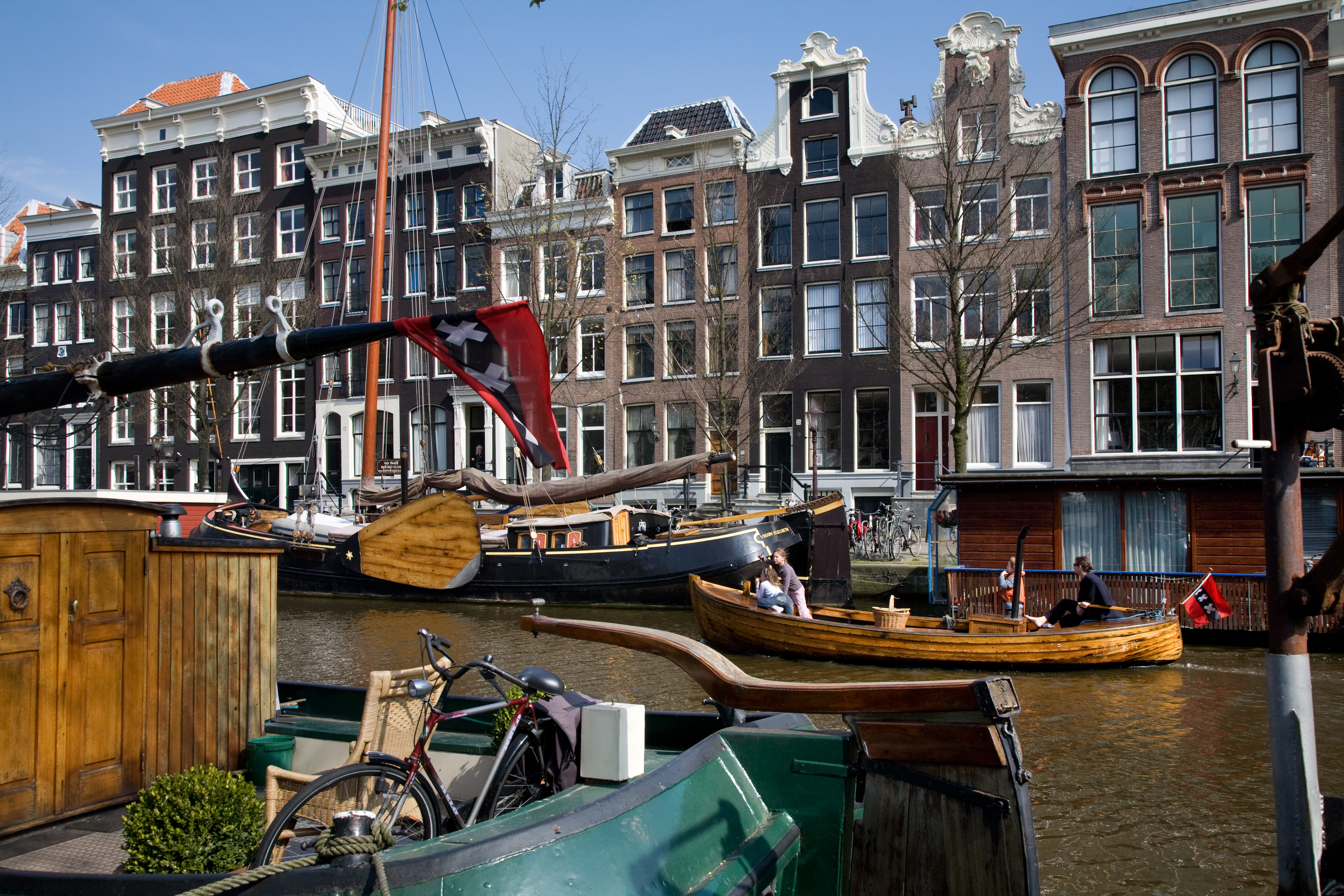
Edifici sul Prinsengracht

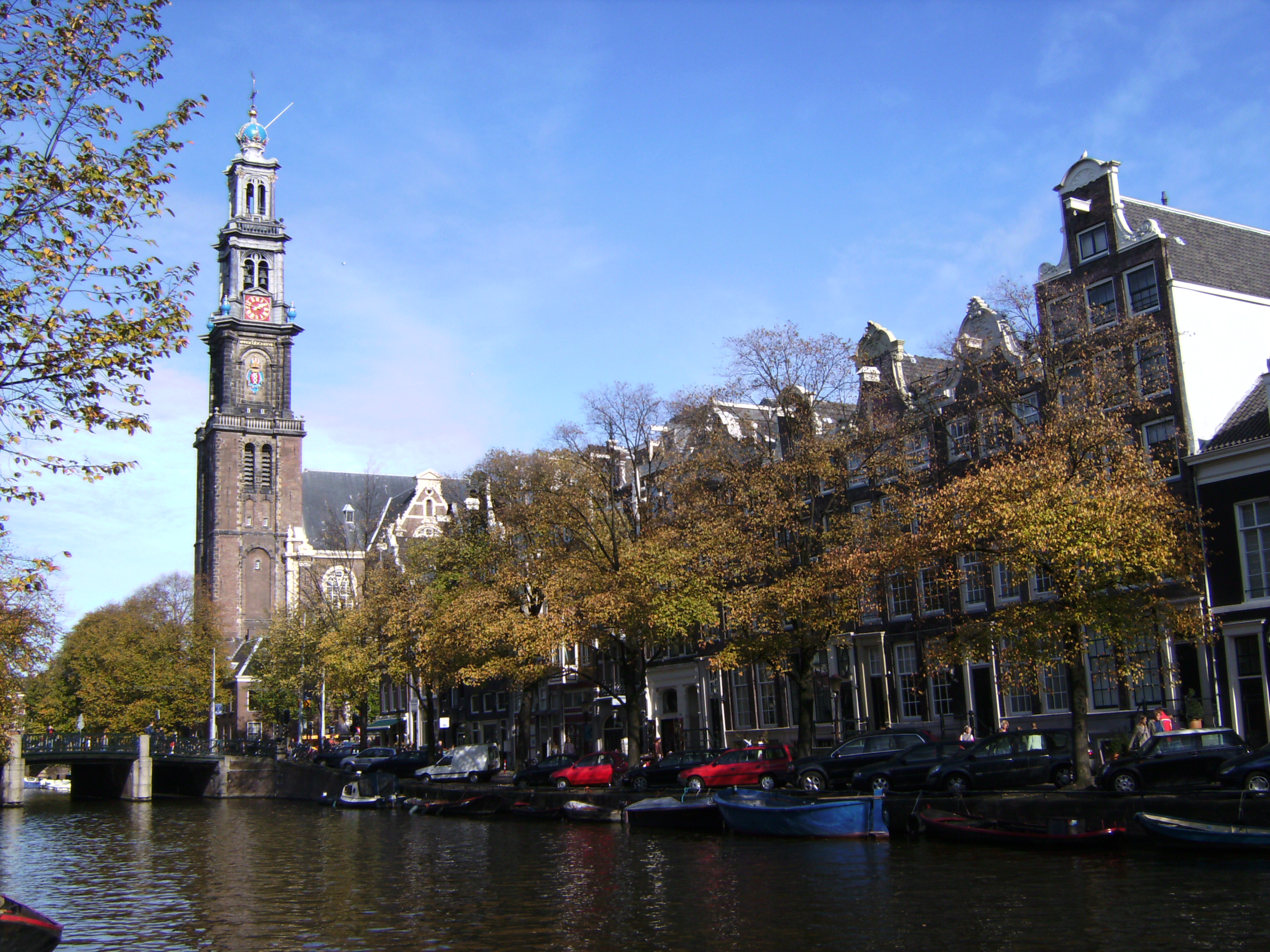
Il Prinsengracht con, sullo sfondo, la Westerkerk

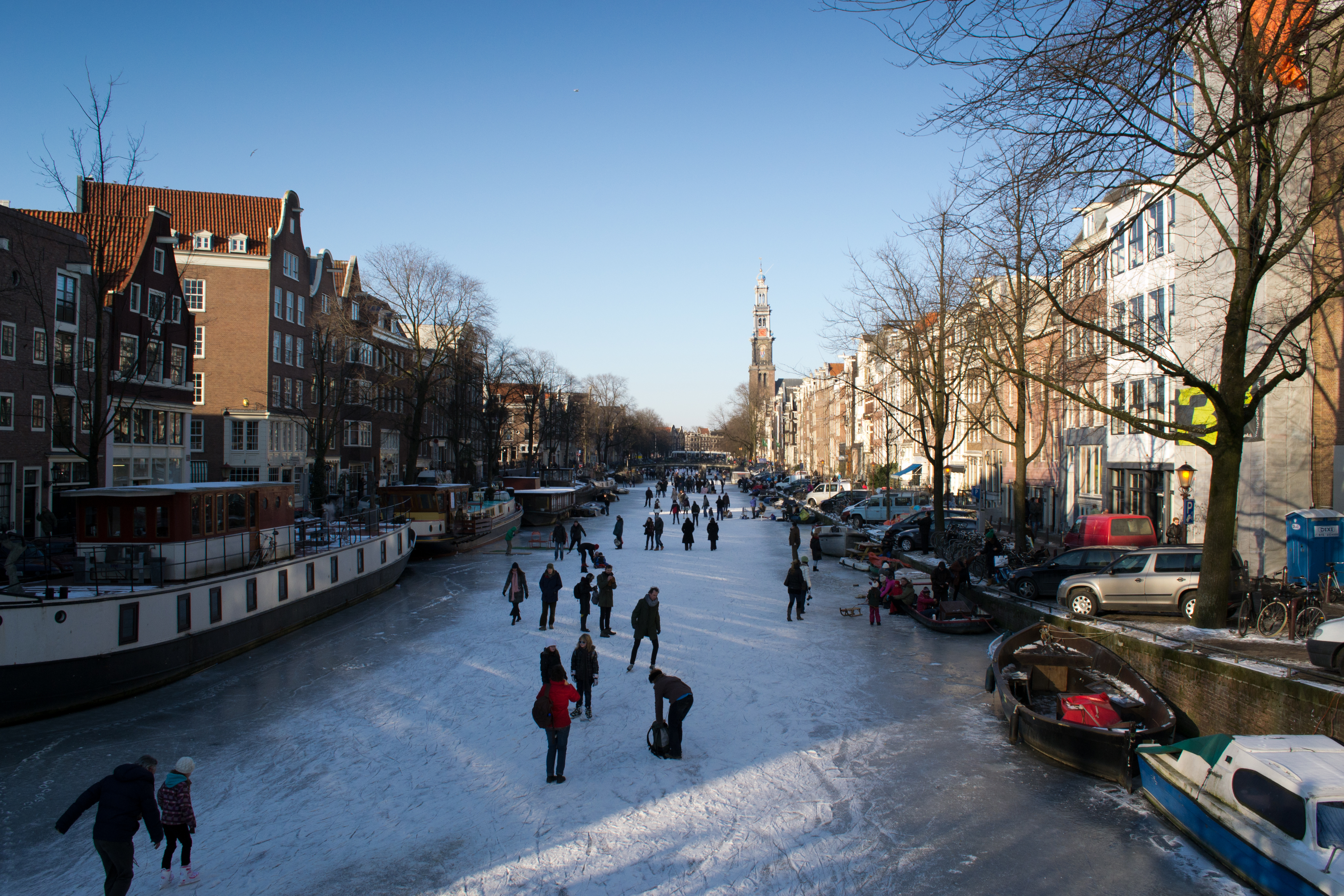
Il Prinsengracht ghiacciato

Il Prinsengracht ("canale del principe") è un canale (in olandese: gracht), oltre che una strada di Amsterdam, che si snoda tra la zona meridionale, la zona orientale e la zona settentrionale del centro cittadino e che forma, insieme allo Herengracht e al Keizersgracht, la cosiddetta Grachtengordel ("cerchia dei canali"). Scavato nella seconda metà del XVII secolo, è il più recente, il più esterno e il più lungo (misura circa 2 miglia) di questi tre canali ed è intitolato a Guglielmo il Taciturno.

## Descrizione
Il Prinsengracht si trova ad ovest del Keizersgracht e si interseca a nord con il Brouwersgracht  e a sud con l'Elegantiersgracht e il Bloemgracht.
Sul canale si affacciano edifici abitativi, magazzini, hofjes, ecc. e sono ormeggiate numerose case galleggianti.

## Edifici e luoghi d'interesse lungo il Prinsengracht

### Westerkerk
Al nr. 281 del Prinsengracht, si trova la Westerkerk, costruita nel 1621 da Hendrick de Keyser il Vecchio come parte del progetto di realizzazione della Grachtengordel.

### Noorderkerk
Sull'estremità nord-occidentale del Prinsengracht, si trova la Noorderkerk ("Chiesa settentrionale"), un edificipo progettato da Hendrick de Keyser il Vecchio e completato nel 1613. Si tratta della prima chiesa cittadina con pianta a croce greca.

### Casa di Anna Frank
Al nr. 263 di Prinsengracht si trova la casa di Anna Frank (Anne Frankhuis), ovvero l'edificio nel cui annesso visse nascosta Anna Frank con la sua famiglia tra il 6 luglio 1942 e il 4 agosto 1944 e ora trasformato in museo.

### Café "Papeneiland"
Sul lato meridionale del Prinsengracht, all'angolo con Brouwersgracht, si trova il Café "Papeneiland", uno dei più antichi caffè bruni di Amsterdam, risalente al 1641/1642.

### Eenhornsluis
Nella parte settentrionale del Prinsengracht, si trova la Eenhornsluis, una delle sedici chiuse che furono costruite ad Amsterdam nel corso del XVII secolo per regolare il livello dell'acqua.

### Woonbootmuseum
Sul Prinsengracht, si trova la "Hendrik Maria", un'imbarcazione del 1913, trasformata in museo, il Woonbootmuseum, il museo sulle case galleggianti.